# Nexus (Bioinformatik)
Das Nexus-Format ist ein in der systematischen Biologie und Bioinformatik weit verbreitetes Dateiformat, das in mehreren Computerprogrammen zur Stammbaumanalyse Anwendung findet.

## Syntax
Nexus-Dateien sind Textdateien, die ein modulares Format aufweisen: Neben obligatorischen Blöcken können optionale Blöcke Informationen und Befehle für bestimmte Anwendungen enthalten. Jeder Block beginnt mit der Zeile BEGIN BlockName; und endet mit der Zeile END;. Sinnabschnitte innerhalb eines Blocks werden mit ; getrennt. Text zwischen eckigen Klammern wird als Kommentar aufgefasst und damit ignoriert. Die erste Zeile muss #NEXUS lauten.
Ein Beispiel für eine einfache Nexus-Datei mit einem Sequenzalignment ist:
```
#NEXUS
BEGIN data;[eröffnet den "Data"-Block]
Dimensions ntax=4 nchar=15; [Definiert die Größe des Alignments]
Format datatype=dna missing=? gap=-; [Definiert den Datentyp (DNA) und Symbole für fehlende Daten (?) und 
gaps
 (-)]
Matrix [hier beginnt das Alignment...]
Species1   atgctagctagctcg
Species2   atgcta??tag-tag
Species3   atgttagctag-tgg
Species4   atgttagctag-tag
; [...und hier endet es]
END; [beendet den "Data"-Block]
```